# Château de Landeronde
Le château de Landeronde est un château situé en Anjou à Bécon-les-Granits.

## Localisation
Le château est situé dans le département français de Maine-et-Loire, sur la commune de Bécon-les-Granits.

## Description
Édifié au XVe siècle, le château a été remanié aux XVIe et XVIIe siècles. Il est annexé d'une chapelle.
Le château de Landeronde, au sein d'un parc à l'anglaise, a conservé son cachet d'origine. Les façades en forme de L sont reliées par une tour hexagonale de style Renaissance contenant un escalier à vis.

Armes de la famille de Meaulne.

## Historique
Au XVIIe siècle, les Le Jeune de Bonnevaux étaient seigneurs de Landeronde. Le fief est entré dans la famille de Meaulne par le mariage en 1719 d'Anne Le Jeune de Bonnevaux avec René de Meaulne (devenu chef de la famille de Meaulne après l'extinction en 1744 de la branche ainée des marquis de Lancheneil).  
Le château est ensuite resté dans cette famille qui en est encore propriétaire aujourd'hui.

## Classement
Le château de Landeronde a été classé au titre des monuments historiques en 1964 et inscrit en 1964. Il donne lieu à des visites guidées lors de journées du patrimoine, voire à d'autres moments de l'année si accord au préalable avec les propriétaires.

## Anecdote
Jean Graton, dessinateur et créateur du personnage de bandes dessinées Michel Vaillant, s'est fortement inspiré du château de Landeronde pour dessiner la demeure de la famille Vaillant, « la Jonquière » (à partir de 1966 dans l'album no 10 « L'honneur du samouraï »).[réf. nécessaire]